# Hisar (Sarayköy)
Hisar ist ein Dorf im Landkreis Sarayköy der türkischen Provinz Denizli. Hisar liegt etwa 40 km nordwestlich der Provinzhauptstadt Denizli und 22 km südwestlich von Sarayköy. Hisar hatte laut der letzten Volkszählung 240 Einwohner (Stand Ende Dezember 2010).